# Campeonato Mundial de Atletismo em Pista Coberta de 2008 - Arremesso de peso feminino
A competição do arremesso de peso feminino do Campeonato Mundial de Atletismo em Pista Coberta de 2008, foi disputado no Palácio-Velódromo Luis Puig, em  Valência.

## Medalhistas
| Ouro               | Prata          | Bronze                   |
| Valerie Vili (NZL) | Li Meiju (CHN) | Misleydis González (CUB) |

## Resultados

### Eliminatória
Qualificação: 18,45 m (Q) ou os 8 melhores qualificados (q). 
| Colocação | Atleta                | Nacionalidade     | Distância | Notas    | Provas | Provas | Provas |
| Colocação | Atleta                | Nacionalidade     | Distância | Notas    | 1      | 2      | 3      |
| --------- | --------------------- | ----------------- | --------- | -------- | ------ | ------ | ------ |
| 1         | Valerie Vili          | Nova Zelândia     | 19.72 AR  | Q        | 19.72  |        |        |
| 2         | Christina Schwanitz   | Alemanha          | 18.97     | Q        | 18.97  |        |        |
| 3         | Anna Omarova          | Rússia            | 18.58     | Q        | X      | 18.58  |        |
| 4         | Li Meiju              | China             | 18.55 SB  | Q        | 18.55  |        |        |
| DSQ       | Nadzeya Astapchuk     | Bielorrússia      | 18.46     | Q Doping | X      | 18.46  |        |
| 5         | Chiara Rosa           | Itália            | 18.38     | q        | 18.19  | 17.86  | 18.38  |
| 6         | Cleopatra Borel-Brown | Trinidad e Tobago | 18.34 SB  | q        | 18.20  | X      | 18.34  |
| 7         | Misleydis González    | Cuba              | 18.32 SB  | q        | 18.32  | 18.15  | 18.01  |
| 8         | Denise Hinrichs       | Alemanha          | 18.25     |          | X      | 18.14  | 18.25  |
| 9         | Assunta Legnante      | Itália            | 18.24     |          | 18.24  | X      | X      |
| 10        | Abigail Ruston        | Estados Unidos    | 17.79     |          | 17.42  | 17.79  | X      |
| 11        | Anna Avdeyeva         | Rússia            | 17.79     |          | 17.19  | 17.79  | X      |
| 12        | Li Ling               | China             | 17.76     |          | 17.35  | 17.76  | 17.29  |
| 13        | Jillian Camarena      | Estados Unidos    | 17.66     |          | 16.41  | 17.66  | 17.53  |
| 14        | Helena Engman         | Suécia            | 16.79     |          | 16.79  | X      | X      |
| 15        | Lin Chia-Ying         | Taipé Chinesa     | 15.77     |          | 13.96  | X      | 15.77  |
|           | Anca Heltne           | Roménia           | DNS       |          |        |        |        |

### Final
| Colocação         | Atleta                | Nacionalidade     | Distância | Provas | Provas | Provas | Provas | Provas | Provas |
| Colocação         | Atleta                | Nacionalidade     | Distância | 1      | 2      | 3      | 4      | 5      | 6      |
| ----------------- | --------------------- | ----------------- | --------- | ------ | ------ | ------ | ------ | ------ | ------ |
| Medalha de ouro   | Valerie Vili          | Nova Zelândia     | 20.19 AR  | 20.19  | X      | 20.07  | 19.68  | X      | 19.89  |
| DSQ               | Nadzeya Astapchuk     | Bielorrússia      | 19.74     | 19.67  | 19.60  | 19.74  | X      | X      | X      |
| Medalha de prata  | Li Meiju              | China             | 19.09 PB  | 18.25  | 18.28  | 18.62  | X      | X      | 19.09  |
| Medalha de bronze | Misleydis González    | Cuba              | 18.75 PB  | 18.48  | 18.43  | 18.75  | X      | 18.59  | 18.02  |
| 4                 | Chiara Rosa           | Itália            | 18.68 PB  | 18.68  | 18.43  | X      | 18.38  | X      | X      |
| 5                 | Christina Schwanitz   | Alemanha          | 18.55     | 18.54  | 18.04  | 18.55  | X      | 17.93  | 18.21  |
| 6                 | Cleopatra Borel-Brown | Trinidad e Tobago | 18.47 SB  | 18.09  | 17.56  | 17.49  | 18.27  | 18.47  | X      |
| 7                 | Anna Omarova          | Rússia            | 17.75     | 17.07  | 17.13  | 17.75  | X      | X      | X      |

Legenda
| Recorde mundial       | Recorde mundial (World record)               |                       | Recorde africano                      | Recorde africano (African) |                                           | Q | Classificado por posição (Qualified) |
| Recorde do campeonato | Recorde do campeonato (Championship record)  | Recorde da América    | Recorde da América (Americas)         | q                          | Classificado por melhor tempo (Qualified) |   |                                      |
| Melhor marca do ano   | Melhor marca do ano (World leading)          | Recorde asiático      | Recorde asiático (Asian)              | DNS                        | Não largou (Did not start)                |   |                                      |
| Recorde nacional      | Recorde nacional (National record)           | Recorde europeu       | Recorde europeu (European)            | DNF                        | Não terminou (Did not finish)             |   |                                      |
| Recorde pessoal       | Recorde pessoal do atleta (Personal best)    | Recorde da Oceania    | Recorde da Oceania (Oceania)          | DSQ / DQ                   | Desclassificado (Disqualified)            |   |                                      |
| Recorde da temporada  | Recorde da temporada do atleta (Season best) | Recorde sul-americano | Recorde sul-americano (South America) | NM                         | Sem marca (No mark)                       |   |                                      |